# Braunschweiger Turn- und Sportverein Eintracht von 1895 1983-1984
Questa voce raccoglie le informazioni riguardanti il Braunschweiger Turn- und Sportverein Eintracht von 1895 nelle competizioni ufficiali della stagione 1983-1984.

## Stagione
Nella stagione 1983-1984 l'Eintracht Braunschweig, allenato da Aleksandar Ristić, concluse il campionato di Bundesliga al 9º posto. In Coppa di Germania l'Eintracht Braunschweig fu eliminato agli ottavi di finale dal Bocholt.

## Rosa
| N. |                     | Ruolo | Calciatore          |
| -- | ------------------- | ----- | ------------------- |
|    | Germania (bandiera) | P     | Bernd Franke        |
|    | Germania (bandiera) | P     | Waldemar Josef      |
|    | Germania (bandiera) | D     | Michael Geiger      |
|    | Germania (bandiera) | D     | Reiner Hollmann     |
|    | Germania (bandiera) | D     | Andreas Kubsda      |
|    | Germania (bandiera) | D     | Franz Merkhoffer    |
|    | Germania (bandiera) | D     | Heiner Pahl         |
|    | Germania (bandiera) | D     | Michael Scheike     |
|    | Germania (bandiera) | C     | Matthias Bruns      |
|    | Germania (bandiera) | C     | Lars Ellmerich      |
|    | Germania (bandiera) | C     | Lutz Fischer        |
|    | Germania (bandiera) | C     | Reinhard Kindermann |

| N. |                     | Ruolo | Calciatore         |
| -- | ------------------- | ----- | ------------------ |
|    | Germania (bandiera) | C     | Peter Lux          |
|    | Germania (bandiera) | C     | Frank Partzsch     |
|    | Germania (bandiera) | C     | Peer Posipal       |
|    | Germania (bandiera) | C     | Frank Schön        |
|    | Polonia (bandiera)  | C     | Jarosław Studzizba |
|    | Germania (bandiera) | C     | Manfred Tripbacher |
|    | Serbia (bandiera)   | C     | Ilija Zavišić      |
|    | Germania (bandiera) | A     | Peter Geyer        |
|    | Germania (bandiera) | A     | Günter Keute       |
|    | Germania (bandiera) | A     | Ronnie Worm        |
|    | Germania (bandiera) | A     | Peter Zerr         |

## Organigramma societario
Area tecnica
- Allenatore: Aleksandar Ristić
- Allenatore in seconda: Heinz Patzig
- Preparatore dei portieri:
- Preparatori atletici:

## Calciomercato

### Sessione estiva
| Acquisti | Acquisti | Acquisti | Acquisti |
| R.       | Nome     | da       | Modalità |
| -------- | -------- | -------- | -------- |

| Cessioni | Cessioni       | Cessioni            | Cessioni |
| R.       | Nome           | a                   | Modalità |
| -------- | -------------- | ------------------- | -------- |
| D        | Hasse Borg     | Malmö FF            |          |
| A        | Frank Eggeling | Rot-Weiss Essen     |          |
| A        | Thomas Herbst  | Borussia M'gladbach |          |

### Sessione invernale
| Acquisti | Acquisti | Acquisti | Acquisti |
| R.       | Nome     | da       | Modalità |
| -------- | -------- | -------- | -------- |

| Cessioni | Cessioni | Cessioni | Cessioni |
| R.       | Nome     | a        | Modalità |
| -------- | -------- | -------- | -------- |

## Risultati

### Bundesliga

#### Girone di andata
| Arbitro: | Wippker |

|                                |           |  |
| Ohlicher 37’, 76’ Reichert 87’ | Marcatori |  |

| Arbitro: | Uhlig |

|                                                 |           |                     |
| Hollmann 4’ (rig.) Tripbacher 42’ Studzizba 43’ | Marcatori | 45’ Walter 51’ Linz |

| Arbitro: | Dellwing |

|                                  |           |          |
| Schreier 41’ Knüwe 43’ Kuntz 76’ | Marcatori | 34’ Worm |

| Arbitro: | Ermer |

|                            |           |           |
| Worm 37’ Bruns 71’ Lux 81’ | Marcatori | 21’ Bruns |

| Arbitro: | Walz |

|                           |           |           |
| Littbarski 6’ Willmer 58’ | Marcatori | 63’ Keute |

| Arbitro: | Pauly |

|         |           |                         |
| Lux 60’ | Marcatori | 6’ Rummenigge 55’ Grobe |

| Arbitro: | Eschweiler |

|                                                        |           |                              |
| Trunk 15’ Burgsmüller 35’ Heidenreich 63’ Weyerich 82’ | Marcatori | 20’ Studzizba 59’ Tripbacher |

| Arbitro: | Ahlenfelder |

|                                                  |           |                                       |
| Lux 35’ Keute 45’ Studzizba 53’ Kraaz 67’ (aut.) | Marcatori | 29’ Falkenmayer 40’ Schreml 65’ Kroth |

| Arbitro: | Assenmacher |

|                                       |           |  |
| Schatzschneider 35’, 56’ Schröder 68’ | Marcatori |  |

| Arbitro: | Risse |

|                                   |           |  |
| Worm 54’, 63’ Lux 75’, 78’ (rig.) | Marcatori |  |

| Arbitro: | Brehm |

|  |           |                              |
|  | Marcatori | 67’ Pahl 75’ (rig.) Hollmann |

| Arbitro: | Neuner |

|           |           |                   |
| Keute 67’ | Marcatori | 8’, 21’ Loontiens |

| Arbitro: | Huster |

|                        |           |  |
| Waas 18’ Vöge 42’, 90’ | Marcatori |  |

| Arbitro: | Correll |

|                                |           |  |
| Hollmann 5’ (rig.) Zavišić 58’ | Marcatori |  |

| Arbitro: | Brückner |

|                                       |           |  |
| Weikl 30’ Thiele 68’, 75’ Ormslev 90’ | Marcatori |  |

| Arbitro: | Stäglich |

|                                            |           |                                               |
| Bruns 19’ Posipal 30’ Worm 41’ Zavišić 83’ | Marcatori | 21’ Grünewald 43’ Trapp 58’ Hofeditz 89’ Bein |

| Arbitro: | Wuttke |

|                                         |           |  |
| Reinders 20’ Okudera 32’ Meier 35’, 80’ | Marcatori |  |

#### Girone di ritorno
| Arbitro: | Barnick |

|                |           |  |
| Kindermann 80’ | Marcatori |  |

| Arbitro: | Risse |

|                         |           |                     |
| Dickgießer 22’ Hein 64’ | Marcatori | 58’, 90’ Tripbacher |

| Arbitro: | Werner |

|                                    |           |              |
| Zavišić 5’ Studzizba 47’ Keute 84’ | Marcatori | 66’ Schreier |

| Arbitro: | Michel |

|                                                             |           |                              |
| Mill 45’, 85’ Hannes 51’, 63’ (rig.) Rahn 68’ Frontzeck 87’ | Marcatori | 42’ Worm 77’ (rig.) Hollmann |

| Arbitro: | Brehm |

|                    |           |                           |
| Worm 43’ Geyer 45’ | Marcatori | 51’ Allofs 90’ Littbarski |

| Arbitro: | Wahmann |

|                                               |           |  |
| Rummenigge 14’ Hoeneß 67’, 69’, 75’, 86’, 89’ | Marcatori |  |

| Arbitro: | Hontheim |

|                |           |  |
| Tripbacher 70’ | Marcatori |  |

| Arbitro: | Eschweiler |

|           |           |                      |
| Trieb 58’ | Marcatori | 26’ Lux 67’ Hollmann |

| Braunschweig 24 marzo 1984, ore 15:30 CET 26ª giornata | Eintracht Braunschweig | 0 – 0 referto | Amburgo | Stadion an der Hamburger Straße (28 557 spett.)\| Arbitro: \| Brückner \| |
| Arbitro:                                               | Brückner               |               |         |                                                                           |

| Arbitro: | Stäglich |

|                             |           |               |
| Allofs 17’ (rig.), 45’, 51’ | Marcatori | 61’ Studzizba |

| Arbitro: | Huster |

|                                                               |           |  |
| Worm 30’ Hollmann 52’ (rig.) Geyer 59’ Studzizba 69’ Pahl 85’ | Marcatori |  |

| Arbitro: | Dellwing |

|                                                    |           |  |
| Loontiens 5’ Hofmann 43’ Buttgereit 44’ Herget 79’ | Marcatori |  |

| Braunschweig 28 aprile 1984, ore 15:30 CEST 30ª giornata | Eintracht Braunschweig | 0 – 0 referto | Bayer Leverkusen | Stadion an der Hamburger Straße (11 281 spett.)\| Arbitro: \| Gabor \| |
| Arbitro:                                                 | Gabor                  |               |                  |                                                                        |

| Bielefeld 5 maggio 1984, ore 15:30 CEST 31ª giornata | Arminia Bielefeld | 0 – 0 referto | Eintracht Braunschweig | Bielefelder Alm (10 000 spett.)\| Arbitro: \| Hellwig \| |
| Arbitro:                                             | Hellwig           |               |                        |                                                          |

| Arbitro: | Schmidhuber |

|                                            |           |                 |
| Lux 6’ Geiger 25’ Tripbacher 41’ Keute 87’ | Marcatori | 63’ (rig.) Zewe |

| Arbitro: | Matheis |

|           |           |                              |
| Trapp 51’ | Marcatori | 33’ Studzizba 56’ (rig.) Lux |

| Arbitro: | Wahmann |

|               |           |                        |
| Ellmerich 15’ | Marcatori | 7’ Böhnke 54’ Möhlmann |

### Coppa di Germania
| Arbitro: | Scheuerer |

|  |           |                                                  |
|  | Marcatori | 4’, 8’, 58’, 61’, 78’ Worm 73’ Bruns 86’ Zavišić |

| Arbitro: | Hellwig |

|                         |           |           |
| Keute 58’ Studzizba 89’ | Marcatori | 82’ Funke |

| Arbitro: | Boos |

|                              |           |                |
| Ricken 2’, 109’ Tönnies 100’ | Marcatori | 67’ Kindermann |

## Statistiche

### Statistiche di squadra
| Competizione      | Punti | In casa | In casa | In casa | In casa | In casa | In casa | In trasferta | In trasferta | In trasferta | In trasferta | In trasferta | In trasferta | Totale | Totale | Totale | Totale | Totale | Totale | DR  |
| Competizione      | Punti | G       | V       | N       | P       | Gf      | Gs      | G            | V            | N            | P            | Gf           | Gs           | G      | V      | N      | P      | Gf     | Gs     | DR  |
| ----------------- | ----- | ------- | ------- | ------- | ------- | ------- | ------- | ------------ | ------------ | ------------ | ------------ | ------------ | ------------ | ------ | ------ | ------ | ------ | ------ | ------ | --- |
| Bundesliga        | 32    | 17      | 10      | 4       | 3       | 39      | 20      | 17           | 3            | 2            | 12           | 15           | 49           | 34     | 13     | 6      | 15     | 54     | 69     | -15 |
| Coppa di Germania | -     | 1       | 1       | 0       | 0       | 2       | 1       | 2            | 1            | 0            | 1            | 8            | 3            | 3      | 2      | 0      | 1      | 10     | 4      | +6  |
| Totale            | 32    | 18      | 11      | 4       | 3       | 41      | 21      | 19           | 4            | 2            | 13           | 23           | 52           | 37     | 15     | 6      | 16     | 64     | 73     | -9  |

### Andamento in campionato
| Giornata  | 1  | 2  | 3  | 4  | 5  | 6  | 7  | 8  | 9  | 10 | 11 | 12 | 13 | 14 | 15 | 16 | 17 | 18 | 19 | 20 | 21 | 22 | 23 | 24 | 25 | 26 | 27 | 28 | 29 | 30 | 31 | 32 | 33 | 34 |
| --------- | -- | -- | -- | -- | -- | -- | -- | -- | -- | -- | -- | -- | -- | -- | -- | -- | -- | -- | -- | -- | -- | -- | -- | -- | -- | -- | -- | -- | -- | -- | -- | -- | -- | -- |
| Luogo     | T  | C  | T  | C  | T  | C  | T  | C  | T  | C  | T  | C  | T  | C  | T  | C  | T  | C  | T  | C  | T  | C  | T  | C  | T  | C  | T  | C  | T  | C  | T  | C  | T  | C  |
| Risultato | P  | V  | P  | V  | P  | P  | P  | V  | P  | V  | V  | P  | P  | V  | P  | N  | P  | V  | N  | V  | P  | N  | P  | V  | V  | N  | P  | V  | P  | N  | N  | V  | V  | P  |
| Posizione | 18 | 11 | 18 | 10 | 15 | 16 | 17 | 15 | 16 | 14 | 10 | 13 | 13 | 12 | 13 | 14 | 14 | 14 | 13 | 11 | 13 | 11 | 12 | 12 | 11 | 11 | 12 | 11 | 12 | 12 | 12 | 10 | 9  | 9  |

Legenda:

Luogo: C = Casa; T = Trasferta. Risultato: V = Vittoria; N = Pareggio; P = Sconfitta.

### Statistiche dei giocatori
| Giocatore     | Bundesliga | Bundesliga | Bundesliga  | Bundesliga | Coppa di Germania | Coppa di Germania | Coppa di Germania | Coppa di Germania | Totale   | Totale | Totale      | Totale     |
| Giocatore     | Presenze   | Reti       | Ammonizioni | Espulsioni | Presenze          | Reti              | Ammonizioni       | Espulsioni        | Presenze | Reti   | Ammonizioni | Espulsioni |
| ------------- | ---------- | ---------- | ----------- | ---------- | ----------------- | ----------------- | ----------------- | ----------------- | -------- | ------ | ----------- | ---------- |
| M. Bruns      | 29         | 2          | 5           | 0          | 3                 | 1                 | 2                 | 0                 | 32       | 3      | 7           | 0          |
| L. Ellmerich  | 18         | 1          | 1           | 0          | 2                 | 0                 | 0                 | 0                 | 20       | 1      | 1           | 0          |
| L. Fischer    | 2          | 0          | 0           | 0          | 1                 | 0                 | 0                 | 0                 | 3        | 0      | 0           | 0          |
| B. Franke     | 31         | 0          | 0           | 0          | 1                 | 0                 | 0                 | 0                 | 32       | 0      | 0           | 0          |
| M. Geiger     | 31         | 1          | 4           | 0          | 2                 | 0                 | 0                 | 0                 | 33       | 1      | 4           | 0          |
| P. Geyer      | 20         | 2          | 0           | 0          | 1                 | 0                 | 0                 | 0                 | 21       | 2      | 0           | 0          |
| R. Hollmann   | 27         | 6          | 3           | 0          | 2                 | 0                 | 1                 | 0                 | 29       | 6      | 4           | 0          |
| W. Josef      | 4          | 0          | 0           | 0          | 2                 | 0                 | 0                 | 0                 | 6        | 0      | 0           | 0          |
| G. Keute      | 27         | 5          | 0           | 0          | 3                 | 1                 | 0                 | 0                 | 30       | 6      | 0           | 0          |
| R. Kindermann | 31         | 1          | 2           | 0          | 2                 | 1                 | 0                 | 0                 | 33       | 2      | 2           | 0          |
| A. Kubsda     | 0          | 0          | 0           | 0          | 1                 | 0                 | 0                 | 0                 | 1        | 0      | 0           | 0          |
| P. Lux        | 31         | 8          | 2           | 1          | 3                 | 0                 | 0                 | 0                 | 34       | 8      | 2           | 1          |
| F. Merkhoffer | 8          | 0          | 2           | 0          | 1                 | 0                 | 0                 | 0                 | 9        | 0      | 2           | 0          |
| H. Pahl       | 30         | 2          | 6           | 1          | 3                 | 0                 | 1                 | 0                 | 33       | 2      | 7           | 1          |
| F. Partzsch   | 1          | 0          | 0           | 0          | 0                 | 0                 | 0                 | 0                 | 1        | 0      | 0           | 0          |
| P. Posipal    | 6          | 1          | 0           | 0          | 1                 | 0                 | 0                 | 0                 | 7        | 1      | 0           | 0          |
| M. Scheike    | 14         | 0          | 1           | 1          | 1                 | 0                 | 0                 | 0                 | 15       | 0      | 1           | 1          |
| F. Schön      | 2          | 0          | 1           | 0          | 0                 | 0                 | 0                 | 0                 | 2        | 0      | 1           | 0          |
| J. Studzizba  | 29         | 7          | 1           | 0          | 1                 | 1                 | 0                 | 0                 | 30       | 8      | 1           | 0          |
| M. Tripbacher | 33         | 6          | 5           | 0          | 3                 | 0                 | 0                 | 0                 | 36       | 6      | 5           | 0          |
| R. Worm       | 34         | 8          | 2           | 0          | 3                 | 5                 | 0                 | 0                 | 37       | 13     | 2           | 0          |
| I. Zavišić    | 28         | 3          | 3           | 0          | 3                 | 1                 | 0                 | 0                 | 31       | 4      | 3           | 0          |
| P. Zerr       | 1          | 0          | 0           | 0          | 0                 | 0                 | 0                 | 0                 | 1        | 0      | 0           | 0          |